# دينوفو
نظام دينوفو هو نظام حماية خاص بحماية الوسائط الرقمية لألعاب الحاسب الشخصي فهو يعمل بالتوافق معها، طورته شركة Denuvo Software Solutions GmbH النمساوية. ويستخدم مطوريين الالعاب دينوفو كأحد الحلول لمكافحة قرصنة الألعاب (DRM).

## نبذة تاريخية
تم تطوير دينوفو بواسطة Denuvo Software Solutions GmbH، وهي شركة برمجيات مقرها في سالزبورغ، النمسا. تم تشكيل الشركة من خلال الاستحواذ الإداري لشركة DigitalWorks، وهي ذراع شركة Sony Digital Audio Disc Corporation التي طورت تقنية SecuROM . نمت الشركة بشكل أساسي من شركة مكونة من 45 شخصًا إلى أكثر من 1000 شخص. في يناير 2018 ، تم الاستحواذ على الشركة من قبل شركة البرمجيات الأكبر Irdeto. بدأ تطوير برنامج دينوفو في عام 2014. وكانت أول لعبة تستخدم نظام دينوفو فيفا 15 التي صدرت في سبتمبر 2014.

## النقد
تم انتقاد دينوفو بسبب الاستخدام العالي لوحدة المعالجة المركزية وعمليات الكتابة المفرطة على مكونات التخزين، مما تسبب في انخفاض كبير في اداء الأقراص الصلبة (SSD). وقد نفت Denuvo Software Solutions كلا الادعاءين.
في يوليو 2018 ، رفعت Denuvo Software Solutions دعوى قضائية ضد فوكسي، وهو قرصان بلغاري يبلغ من العمر 21 عامًا قام باختراق العديد من ألعاب Denuvo المحمية. تم القبض على فوكسي من قبل السلطات البلغارية، وتم منع موقعه من الاتصال بالإنترنت.

## وصلات خارجية
- الموقع الرسمي
- List of Denuvo-protected games and their cracked status at CrackWatch